# Stop Loving You
(Toto, Stop Loving You)
Stop Loving You è una canzone del gruppo rock Toto scritta da Steve Lukather e David Paich.
Il singolo è uno dei più famosi e venduti degli anni 80. La canzone è cantata interamente dal cantante Joseph Williams, le parti di voce secondaria sono affidate a Steve Lukather, David Paich e Jon Anderson (cantante degli Yes che era stato contattato dalla band per pubblicizzare bene l'album). Il singolo è stato eseguito dalla band in occasione del Festival di Sanremo 1988 . La canzone finì al novantaseiesimo posto nella classifica Official Singles Chart e al secondo posto nella Dutch Top 40. Nel 2007 il brano è stato reinterpretato dai Vinylworxx, che ne hanno fatto una versione più Dance. Nel 2023 il brano è stato reinterpretato dal Disc Jockey Don Diablo.

## Videoclip
Il video illustra come protagonista assoluto Joseph Williams mentre aspetta una chiamata dalla sua fidanzata; in alcuni spezzoni del video si possono vedere i membri della band che suonano in un grande spazio al chiuso, solo Steve Porcaro, che infatti abbandonò la band nel 1988, non appare nel video, ma che ugualmente partecipò alle registrazioni e ai tour di The Seventh One. A un certo punto del video (durante la parte strumentale) Joseph, stanco di aspettare, comincia a distruggere la stanza buttando dei fogli per aria e scaraventando alcuni mobili e piatti per terra. Alla fine del video Joseph ormai esausto esce di casa, e nello stesso momento arriva una telefonata, e dopo la segreteria telefonica si sente una voce femminile (la sua fidanzata) che dice "Joseph, are you there?"

## Tracce
1. Stop Loving You
2. The Seventh One

## Formazione
- Joseph Williams- voce primaria
- Steve Lukather- chitarra elettrica e voce secondaria
- David Paich- Tastiera e voce secondaria
- Mike Porcaro- Basso
- Jeff Porcaro- Batteria
- Jon Anderson- voce secondaria (non compare nel videoclip)
- Steve Porcaro- Tastiera (non compare nel videoclip)

## Classifiche

### Classifiche settimanali
| Classifica (1988) | Posizione massima |
| ----------------- | ----------------- |
| Belgio (Fiandre)  | 2                 |
| Italia            | 37                |
| Norvegia          | 9                 |
| Paesi Bassi       | 2                 |
| Regno Unito       | 96                |

### Classifiche di fine anno
| Classifica (1988) | Posizione |
| ----------------- | --------- |
| Belgio (Fiandre)  | 17        |
| Paesi Bassi       | 7         |